# 谷崎尚之
谷崎 尚之（たにざき ただゆき、1956年2月3日 - ）は、日本の俳優、声優、ラジオパーソナリティ。北海道芦別市出身で、北海道を拠点に活動している。
父方の親戚に深見千三郎がいる。

## 経歴
北海道札幌旭丘高等学校在学中に演劇を始める。卒業後は喜劇役者を目指して上京するも帰郷。1979年に演劇集団「貫索舎」の創設に参加し、解散まで所属する。1993年から劇団「たんず劇場」を主宰。北海道のテレビ局制作によるドラマへの出演多数。FM北海道で長年ラジオパーソナリティを担当している。声優業も行っており、4万セットを販売した「北海道かるた・方言編」の読み手でもある。札幌市西区発寒で喫茶店を経営していたが、2017年に閉店。

## 出演
現在の出演番組
- いいコト聞いた（UHB）札幌市広報番組、おヨネさん役
- 北スペシャル（NHK札幌放送局）「北海道発掘バラエティー ホリホリX」ナレーション

過去の出演番組
- ニューサウンズ倶楽部（FM北海道、1982年 - 1984年）
- カーヒストリー（FM北海道、1984年）
- 流星通信（FM北海道、1984年 - 1995年 木藤玲子と共演）
- 開局25周年ラジオドラマ「Long Distance Call〜僕の想い、彼女の願い〜」（AIR-G、2007年）
- のりゆきのトークDE北海道（UHB）
- ON THEATER 爆笑探偵団（UHB)